# Konrad Schalk
Konrad Schalk (* 5. Dezember 1937; † 24. April 2014 in Deggendorf) war ein niederbayerischer Sport- und kommunaler Parteifunktionär (NPD). Er war in den 1970er Jahren stellvertretender NPD-Kreisvorsitzender Landkreis Deggendorf und später Mitgründer des Vereins Sportler helfen Sportlern 1997 e.V.

## Sportler helfen Sportlern 1997 e.V.
Konrad Schalk engagierte sich Jahrzehnte beim Deggendorfer TSV Natternberg.
Im März 2009 wurde er als einer der Gründer des Fördervereins Sportler helfen Sportlern 1997 für sein „ehrenamtliches Engagement und solidarische Verbundenheit mit Menschen in Not“ im Alter von 71 Jahren mit der Verdienstmedaille des Verdienstordens der Bundesrepublik Deutschland ausgezeichnet.
Schalk war seit der Gründung im Jahr 1997 1. Vorsitzender des Fördervereins. Nachdem er am 7. April 2005 das Amt an Willi Sigl übergab, wurde er auf Vorschlag des CSU-Landtagsabgeordneten Bernd Sibler zum Ehrenvorsitzenden ernannt.

## Kritik
Die Verleihung der Verdienstmedaille an Schalk stieß in den Reihen der NPD und in Folge auch in Antifa-Kreisen auf Kritik.
Schalk erhielt 1975 nach Angaben des NPD-Kreisvorsitzenden Deggendorf Alfred Steinleitner (* 1960) vom damaligen NPD-Landesvorsitzenden Walter Bachmann Redeverbot wegen antisemitischer Reden, die er auf einer Parteiversammlung in Niederpöring gehalten haben soll. Später wurde er nach Steinleitners Aussage aus der NPD „wegen antijüdischer Äußerungen ausgeschlossen“. Schalk selbst räumte diesbezüglich ein, Ende der 1960er Jahre für ein halbes Jahr NPD-Mitglied gewesen zu sein und dementierte den Vorwurf, er sei wegen antijüdischer Äußerungen aus der Partei ausgeschlossen worden.

## Tod
Konrad Schalk starb im April 2014 nach langer schwerer Krankheit im Alter von 76 Jahren. Der Trauergottesdienst wurde in der Filialkirche Mariä Heimsuchung in Rettenbach abgehalten. Schalk war verheiratet und Vater eines Sohnes.